# Channel Punjab
Channel Punjab ist ein Fernsehsender der Derewal's UK Gruppe, der Videoclips, Unterhaltung und kulturelle Beiträge aus dem Punjab zeigt. Er kann über folgende Satelliten empfangen werden:
- Europa und Mittlerer Osten: Intelsat 905 auf 24,5 Grad West und Eutelsats Hotbird auf 16 Grad Ost
- England und Irland: Astra 2 auf 28,2 Grad Ost